# Distance d'un point à une droite

La distance entre le point A et la droite (d) est la distance AA_{h}

En géométrie euclidienne, la distance d'un point à une droite est la plus courte distance séparant ce point et un point courant de la droite. Le théorème de Pythagore  permet d'affirmer que la distance du point A à la droite (d) correspond à la distance séparant A de son projeté orthogonal Ah sur la droite (d).
On peut ainsi écrire :
{\displaystyle d(\mathrm {A} ,(d))=d(\mathrm {A} ,\mathrm {A} _{h})}

## Dans le plan
Si le plan est muni d'un repère orthonormal, si la droite (d) a pour équation ax + by + c = 0 et si le point A a pour coordonnées (xA ; yA), alors la distance entre A et (d) est donnée par la formule
{\displaystyle d(\mathrm {A} ,(d))=\mathrm {AA} _{h}={\frac {|ax_{A}+by_{A}+c|}{\sqrt {a^{2}+b^{2}}}}}
En effet, si M(x, y ) est un point quelconque de la droite (d), et si on note {\displaystyle {\vec {n}}} le vecteur normal à la droite (d) de composantes (a ; b ), alors la valeur absolue du produit scalaire des vecteurs {\displaystyle {\overrightarrow {\mathrm {AM} }}} et {\displaystyle {\vec {n}}} est donnée par les deux expressions :
{\displaystyle |{\overrightarrow {\mathrm {AM} }}\cdot {\vec {n}}|=|a(x-x_{\mathrm {A} })+b(y-y_{\mathrm {A} })|=|ax_{\mathrm {A} }+by_{\mathrm {A} }+c|} ( ax + by = - c car M est un point de (d))
{\displaystyle |{\overrightarrow {\mathrm {AM} }}\cdot {\vec {n}}|=\mathrm {AA} _{h}\times ||{\vec {n}}||=\mathrm {AA} _{h}\times {\sqrt {a^{2}+b^{2}}}}.
En particulier :
- si la droite a pour équation y = mx + p alors {\displaystyle d(\mathrm {A} ,(d))={\frac {|y_{\mathrm {A} }-mx_{\mathrm {A} }-p|}{\sqrt {1+m^{2}}}}} ;
- si la droite a pour équation x = a alors {\displaystyle d(\mathrm {A} ,(d))=|x_{\mathrm {A} }-a|}
- si la droite est donnée par son équation normale: {\displaystyle x\cos \theta +y\sin \theta -p=0} alors {\displaystyle d(\mathrm {A} ,(d))=\left\vert x_{A}\cos \theta +y_{A}\sin \theta -p\right\vert } (où, bien entendu {\displaystyle \cos \theta ={\frac {a}{\sqrt {a^{2}+b^{2}}}}} et {\displaystyle \sin \theta ={\frac {b}{\sqrt {a^{2}+b^{2}}}}}).  La distance  d'un point à une droite est tout simplement la valeur absolue de ce polynôme pour les coordonnées du point A. Dire qu'un point appartient à une droite (d) ssi ses coordonnées en vérifient l'équation,  cela revient à affirmer que sa distance à (d) est nulle.

Remarque : Si l'on considère la distance algébrique (id. si elle est comptée avec son signe), le polynôme {\displaystyle P(x;y)=\cos \theta \,x+\sin \theta \,y-p} (avec {\displaystyle p>0}) peut prendre des valeurs positives, négatives ou nulles selon que le point est au-delà, en deçà  ou sur la droite considérée. Le signe de cette distance algébrique divise le plan en trois domaines, deux demi-plans et une droite, un peu à la manière de la puissance d'un point par rapport à un cercle qui divise le cercle en trois zones (l'intérieur du cercle, le cercle et l'extérieur du cercle).

## Dans l'espace
Si l'espace est muni d'un repère orthonormé, si la droite (d) passe par le point B et a pour vecteur directeur {\displaystyle {\vec {u}}}, la distance entre le point A et la droite (d) est donnée par la formule
{\displaystyle d(\mathrm {A} ,(d))={\frac {\left\|{\overrightarrow {\mathrm {BA} }}\wedge {\vec {u}}\right\|}{\|{\vec {u}}\|}}}
où {\displaystyle {\overrightarrow {\mathrm {BA} }}\wedge {\vec {u}}} représente le produit vectoriel des vecteurs {\displaystyle {\overrightarrow {\mathrm {BA} }}} et {\displaystyle {\vec {u}}} et où {\displaystyle \|{\vec {u}}\|} représente la norme du vecteur {\displaystyle {\vec {u}}}.
En effet, si l'on note C le point de (d) tel que {\displaystyle {\overrightarrow {\mathrm {BC} }}={\vec {u}}} alors l'aire du triangle ABC est donnée par les deux expressions
{\displaystyle \mathrm {A} _{\mathrm {ABC} }={\frac {1}{2}}\left\|{\overrightarrow {\mathrm {BA} }}\wedge {\overrightarrow {\mathrm {BC} }}\right\|}
{\displaystyle \mathrm {A} _{\mathrm {ABC} }={\frac {1}{2}}\mathrm {BC} \times \mathrm {AA} _{h}}.
Cette distance est supérieure ou égale à toute distance séparant le point A d'un plan contenant la droite (d). Si la droite (d)est définie comme l'intersection de deux plans perpendiculaires et si l'on note d1 et d2 les distances du point A à ces deux plans, on a :
{\displaystyle d(\mathrm {A} ,(d))={\sqrt {{d_{1}}^{2}+{d_{2}}^{2}}}}.

## En dimension n
Si l'espace est muni d'un repère orthonormal, si la droite (d) passe par le point B et a pour vecteur directeur {\displaystyle {\vec {u}}}. Tout point {\displaystyle M\in (d)} peut être écrit ainsi
{\displaystyle M=B+t{\vec {u}}}
La distance entre le point A et la droite (d) se trouve en calculant la distance AM avec M le point de (d) le plus proche de A. Cela revient à trouver t
{\displaystyle t={\frac {{\overrightarrow {BA}}\cdot {\vec {u}}}{\|{\vec {u}}\|^{2}}}}
où {\displaystyle {\overrightarrow {BA}}\cdot {\vec {u}}} représente le produit scalaire des vecteurs {\displaystyle {\overrightarrow {BA}}} et {\displaystyle {\vec {u}}}.
On a donc
{\displaystyle d(A,(d))=\|A-B-t{\vec {u}}\|=\left\|{\overrightarrow {BA}}-{\frac {{\overrightarrow {BA}}\cdot {\vec {u}}}{\|{\vec {u}}\|^{2}}}{\vec {u}}\right\|}